# Purple Rain (filme)
Purple Rain (prt: Purple Rain - Viva a Música; bra: Purple Rain) é um filme musical de 1984, dirigido por Albert Magnoli e escrito por Magnoli e William Blinn. Prince faz sua estreia no cinema neste filme, que foi desenvolvido para mostrar esse seu talento particular. O filme arrecadou mais de 60 milhões dólares EUA nas bilheterias e se tornou um clássico cult. Este filme foi o único longa-metragem estrelado por Prince que ele não dirige.[carece de fontes?]
É até agora o mais recente filme a ganhar o Óscar de Melhor Musical Original.[carece de fontes?]
Em muitas ocasiões é listado entre os melhores filmes musicais de todos os tempos. Purple Rain tem sido considerado por publicações e críticos como um dos maiores filmes musicais. 
Em 2019, o filme foi considerado "cultural, histórico e esteticamente significativo" pela Biblioteca do Congresso, sendo selecionado para preservação pela National Film Registry.

## Sinopse
"The Kid" (Prince) é um aspirante e talentoso, mas problemático músico de Minneapolis com uma vida familiar difícil. Ele conhece uma cantora chamada Apollonia (Apollonia Kotero) e eles se envolvem em um romance desarrumado. O enredo gira em torno de Prince tentando não repetir o final de seu pai abusivo, interpretado por Clarence Williams III, manter sua banda, The Revolution e sua relação com Apollonia. Seu antagonista principal é colega músico Morris Day e seu grupo The Time.

## Elenco
- Prince como Kid
- Apollonia Kotero como Apollonia
- Morris Day como Morris
- Clarence Williams III como Pai
- Olga Karlatos como Mãe
- Jerome Benton como Jerome
- Jill Jones como Jill